# Time of Your Life
Time of Your Life was een Amerikaanse televisieserie, ontworpen door Christopher Keyser en Amy Lippman, en duurde van 1999 tot 2000. De serie was een spin-off van Party of Five en werd uitgezonden op Fox. Na 12 afleveringen werd de serie geannuleerd, in totaal zijn er 19 afleveringen geproduceerd.

## Verhaal
Sarah Reeves (Jennifer Love Hewitt) verhuist van San Francisco naar New York om haar vader terug te vinden. Ze gaat op zoek naar het oude appartement waar haar moeder woonde toen ze nog een beginnende actrice was. Ze ontmoet de actrice Romy Sullivan (Jennifer Garner) en samen delen ze het appartement. Verder ontmoet ze ook Cecilia, de huisbazin, Mag, een jongen die in een muziekwinkel werkt, Joss, een collega van het café waar ze werkt, en J.B., een jongen die aan de overkant woont. Dit wordt haar nieuwe groep vrienden en daarmee probeert ze haar vader terug te vinden en actrice te worden.

## Rolverdeling
- Jennifer Love Hewitt - Sarah Reeves Merrin
- Jennifer Garner - Romy Sullivan
- Pauley Perrette - Cecilia Wiznarski
- Gina Ravera - Jocelyn 'Joss' House
- Johnathon Schaech - John Maguire
- Diego Serrano - Jesse Bayron
- Patrick Fabian - Spencer Halloway
- Elizabeth Mitchell - Ashley Holloway
- Allan Steele - Mike
- Wentworth Miller - Nelson

## Afleveringen
| Nr. | Titel aflevering                             | Uitzenddatum VS  |
| --- | -------------------------------------------- | ---------------- |
| 1   | The Time She Came to New York                | 25 oktober 1999  |
| 2   | The Time Sarah Got Her Shih-Tzu Together     | 1 november 1999  |
| 3   | The Time They Threw That Party               | 8 november 1999  |
| 4   | The Time She Got Mobbed                      | 15 november 1999 |
| 5   | The Time They All Came Over for Thanksgiving | 22 november 1999 |
| 6   | The Time the Truth Was Told                  | 29 november 1999 |
| 7   | The Time They Had Not                        | 13 december 1999 |
| 8   | The Time the Millennium Approached           | 20 december 1999 |
| 9   | The Time They Decide to Date                 | 10 januari 2000  |
| 10  | The Time She Turned 21                       | 24 januari 2000  |
| 11  | The Time They Got E-Rotic                    | 14 juni 2000     |
| 12  | The Time Everything Changed                  | 21 juni 2000     |
| 13  | The Time They Were Scared of the City        | niet uitgezonden |
| 14  | The Time They Cheated                        | niet uitgezonden |
| 15  | The Time She Made a Temporary Decision       | niet uitgezonden |
| 16  | The Time They Found a Solution               | niet uitgezonden |
| 17  | The Time They Got Busy                       | niet uitgezonden |
| 18  | The Time They Broke the Law                  | niet uitgezonden |
| 19  | The Time He Saved the Day                    | niet uitgezonden |